# Roumer
La Roumer est une rivière française de la région Centre, affluent de la Loire, qui coule dans le département d'Indre-et-Loire.

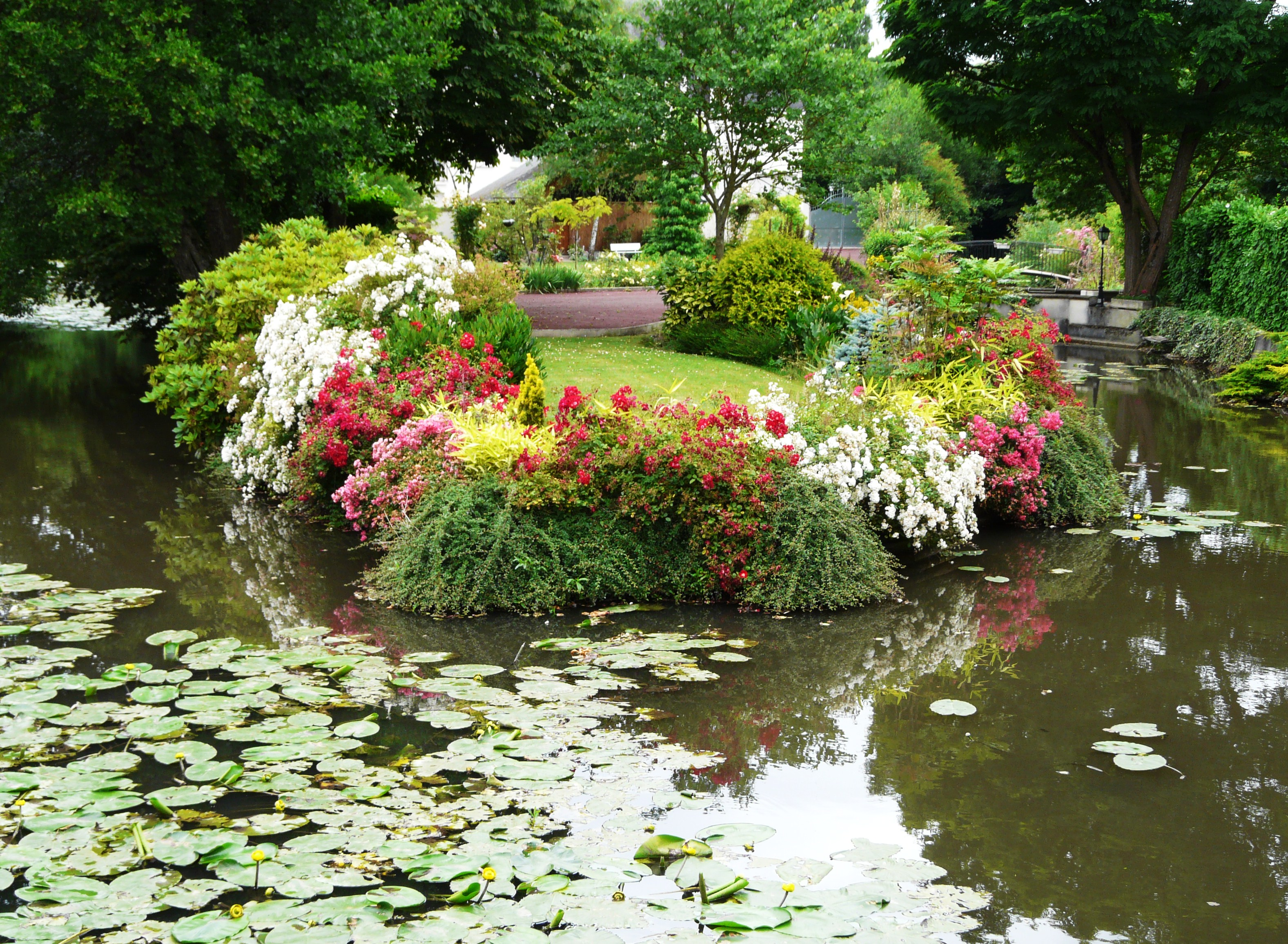
La Roumer à Langeais

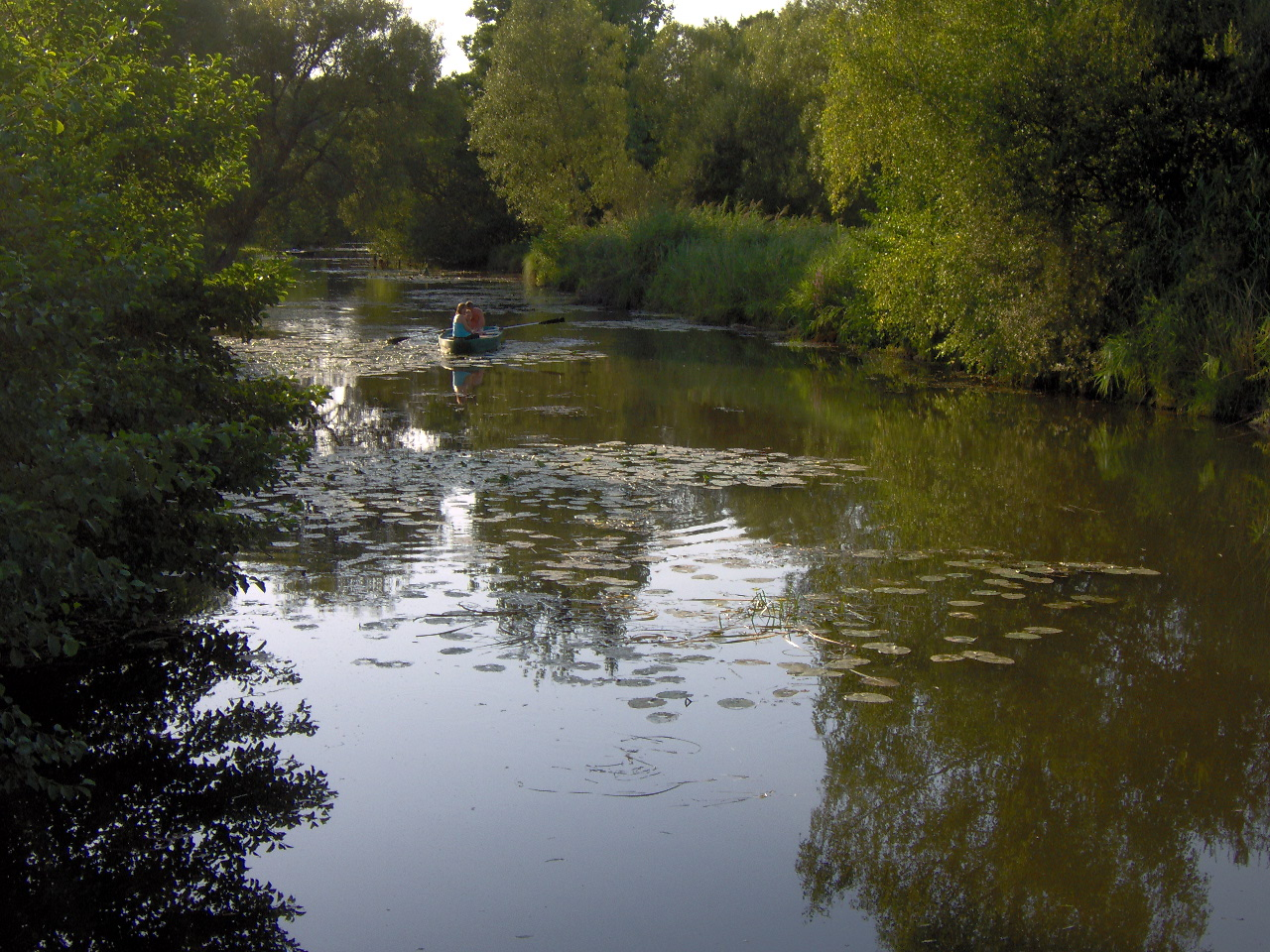
La Roumer à Pont-Boutard

## Géographie
Elle prend sa source  dans la Gâtine tourangelle sur la commune d'Ambillou, à trois kilomètres au nord-est de Cléré-les-Pins.
Après avoir arrosé  Avrillé-les-Ponceaux et Les Essards, elle traverse Langeais, y reçoit en rive gauche son principal affluent, le Breuil (long de 14,5 km), et se jette aussitôt après dans la Loire en rive droite.

## Tourisme et patrimoine
- Langeais et son célèbre château du XVe siècle
- La vallée de la Roumer fait partie de deux sites du Réseau Natura 2000.
- Sur le plan piscicole, la Roumer est classée en deuxième catégorie.